# 117-es busz (Budapest)
A budapesti 117-es jelzésű autóbusz a Kőbánya alsó vasútállomás és a Mélytó utca között közlekedik. A vonalat a Budapesti Közlekedési Zrt. üzemelteti. A járműveket a Dél-pesti és a Kőbányai autóbuszgarázs állítja ki.
Körforgalmi járatként közlekedik az Újhegyi lakótelepen a Gergely utca – Sibrik Miklós út – Harmat utca – Tavas utca – Gergely utca útvonalon.

## Története
1976. április 1-jén újraindult a 17A busz a Pataky István tér és a Vasgyár utca között. 1977. január 1-jén a 17A járatot az új 117-es járat váltotta fel. Az új 117-es a Zalka Máté tér – Gyömrői út – Sibrik Miklós út – Mádi utca – Tavas utca – Harmat utca útvonalon közlekedett. 1980-ban már az Újhegyi lakótelep, Gumigyár (mai Újhegyi út, Sportliget) volt a végállomása. 1981-től Kőbánya városközpont építési munkálatainak befejeztével a 17-es és a 117-es busz az új autóbusz-végállomásig, Kőbánya, Zalka Máté térig (ma: Kőbánya alsó vasútállomás) közlekedett.
A 2008-as paraméterkönyv bevezetése előtt a régi 117-es buszok a hétköznapokon nem közlekedő Újhegy-busz vonalát látta el és az Újhegyi út, Sportligetig közlekedett. 2008. augusztus 21-étől a 117-es busz új útvonalon közlekedik az Újhegyi lakótelepen, a régi útvonalát az új 185-ös busz vette át.
2020. április 1-jén a koronavírus-járvány miatt bevezették a szombati menetrendet, ezért a vonalon a forgalom szünetelt. Az intézkedést a zsúfoltság miatt már másnap visszavonták, így április 6-ától újra a tanszüneti menetrend van érvényben, a szünetelő járatok is újraindultak.

## Útvonala
| Mélytó utca felé |
| Kőbánya alsó vasútállomás vá. – Vaspálya utca – Gyömrői út – Kada utca – Gergely utca – Sibrik Miklós út – Harmat utca – Mélytó utca vá. |
| Kőbánya alsó vasútállomás felé |
| Mélytó utca vá. – Tavas utca – Gergely utca – Kada utca – Gyömrői út – Vaspálya utca – Kőbánya alsó vasútállomás vá.                     |

## Megállóhelyei
| 0  | Kőbánya alsó vasútállomás végállomás                 | 8 | 9, 95, 151, 162, 185, 195, 217, 262 3, 28, 28A, 62, 62A 73 S21 S50 G50 Z50 | Autóbusz-állomás, Kőbánya alsó megállóhely |
| 1  | Vaspálya utca (↓) Liget tér (↑)                      | 7 | 151, 217E                                                                  |                                            |
| 2  | Kelemen utca                                         | 6 | 151                                                                        |                                            |
| 3  | Richter Gedeon utca                                  | 5 | 151                                                                        |                                            |
| 4  | Gyógyszergyár                                        | 4 | 151, 217E                                                                  | Gyógyszergyár                              |
| 5  | Diósgyőri utca                                       | 3 | 151, 217, 217E                                                             |                                            |
| 6  | Noszlopy utca                                        | 2 |                                                                            |                                            |
| 7  | Gergely utca (Sibrik Miklós út) (↓) Gergely utca (↑) | 1 | 68, 85, 268                                                                | LIDL áruház, Penny Market                  |
| 8  | Szövőszék utca                                       | ∫ | 68, 268                                                                    |                                            |
| 9  | Újhegyi sétány                                       | ∫ | 68, 85, 85E, 185, 268                                                      | Orvosi rendelő, Óvoda, Iskola, Gimnázium   |
| 10 | Tavas utca                                           | ∫ | 68, 85, 85E, 185, 268                                                      |                                            |
| ∫  | Rózsaliget                                           | 0 |                                                                            |                                            |
| 11 | Mélytó utca végállomás                               | 0 | 85, 85E                                                                    |                                            |